# Trois-Villes
Trois-Villes en francés, Iruri en euskera, es una localidad y comuna francesa situada en el departamento de Pirineos Atlánticos, en la región de Aquitania y en el territorio histórico vascofrancés de Sola.
Trois-Villes era en el siglo XVII el feudo familiar de Jean-Armand du Peyrer, conde de Tréville o de Troisville, conocido como Monsieur de Tréville, oficial de la compañía de los mosqueteros de Luis XIII de Francia y uno de los personajes elegidos por Alejandro Dumas para su obra Los tres mosqueteros.

## Demografía
| Gráfica de evolución demográfica de Trois-Villes entre 1800 y 2012 |
|                                                                    |

Fuentes: Ldh/EHESS/Cassini e INSEE.